# Qarah Pālchūq
Qarah Pālchūq (persiska: قَرِه پالچوق, قره پالچوق, Qareh Pālchūq) är en ort i Iran.   Den ligger i provinsen Kurdistan, i den nordvästra delen av landet, 300 km väster om huvudstaden Teheran. Qarah Pālchūq ligger 1 612 meter över havet och antalet invånare är 200.
Terrängen runt Qarah Pālchūq är platt åt sydost, men åt nordväst är den kuperad.Runt Qarah Pālchūq är det ganska glesbefolkat, med 34 invånare per kvadratkilometer. Närmaste större samhälle är Choghūr Qeshlāq, 16,6 km norr om Qarah Pālchūq. Trakten runt Qarah Pālchūq består i huvudsak av gräsmarker.